# Chamoson
Chamoson és un municipi del cantó suís del Valais, situat al districte de Conthey.